# Ann Packer
Ann Elizabeth Packer, de casada Brightwell -, MBE (8 de marzo de 1942 en Moulsford, Oxfordshire, Inglaterra) es una atleta británica retirada de la práctica deportiva en la actualidad que fue campeona olímpica de 800 metros y subcampeona de 400 metros en los Juegos de Tokio 1964.
Comenzó su carrera deportiva como especialista en pruebas de velocidad y vallas. En 1962 fue 6.ª en los 200 metros de los Campeonatos de Europa celebrados en Belgrado, y 6.ª en los 80 metros vallas de los Juegos de la Commonwealth de Perth.
Posteriormente en los Juegos Olímpicos de Tokio 1964 era una de las favoritas para ganar la medalla de oro en su evento favorito, los 400 metros y decidió participar también en los 800 metros, una distancia en la que solo había participado en unas pocas carreras anteriormente, y donde no tenía una marca destacada. En los 400 metros hizo una gran carrera, pero fue batida por la australiana Betty Cuthbert (que hizo 52,0), y tuvo que conformarse con la medalla de plata, aunque batiendo el récord de Europa con 52,2
Decepcionada con este segundo puesto, concentró todas sus energías en los 800 metros. En series y semifinales, Parker acabó en 5.ª y 3.ª posición respectivamente, clasificándose a duras penas para la final.
La final olímpica de 800 metros se celebró el 20 de octubre y la gran favorita era la francesa Maryvonne Dupureur. Packer tuvo una salida bastante lenta, y al paso por los primeros 400 metros ocupaba la sexta posición, a partir de ahí fue remontando posiciones y a falta de 200 metros ya era tercera, en el sprint final acabó llevándose el triunfo y batiendo además el récord mundial con 2:01,1. La medalla de plata fue para la francesa Dupureur (2:01,9) y el bronce para la neozelandesa Marise Chamberlain (2:02,8)
Tras su éxito olímpico, se retiró definitivamente del atletismo, pese a tener solo 22 años. Su novio de aquella época, Robbie Brightwell, también participó en los Juegos de Tokio, y ganó una medalla de plata con el equipo británico de relevos 4 x 400 metros. Más tarde se casaron y tuvieron tres hijos, dos de los cuales, Ian y David, fueron famosos futbolistas del Manchester City.

## Marcas personales
- 200 metros - 23,7 (Varsovia, 23 Ago 1964)
- 400 metros - 52,2 (Tokio, 17 Oct 1964)
- 800 metros - 2:01,1 (Tokio, 20 Oct 1964)